# 毛玉 (正統進士)
毛玉（1411年—1452年），字良器，直隸常州府武進縣人，官籍。明朝政治人物。進士出身。

## 生平
正統六年（1441年）辛酉科應天府鄉試第二十名。正統十三年（1448年）戊辰科會試第四十三名，殿試登進士第二甲第三名，十四年除兵科給事中，改吏科給事中，景泰三年卒于官，年四十二。

## 家族
曾祖毛仲謙，曾任福建邵武府同知。祖父毛伯時，號蘭竹。父毛靖，本府陰陽學正術。母葉氏。夫人高氏。